# Campionat de França de rugbi Pro D2 2017-2018
El Campionat de França de rugbi Pro D2 2017-2018 on el vigent campió és la Union Sportive Oyonnax rugby que està jugant al Top 14 aquest any, s'inicià el 18 d'agost del 2017. la USA Perpinyà va acabar al primer lloc de la classificació i va guanyar la final del campionat enfront del FC Grenoble per 38 a 13.

## Resultats

### Fase preliminar
| Clubs                    | SA      | SACA    | AB      | ASBH    | BO      | U SC    | USCO    | USDR    | FCG     | RCM     | SM      | USM     | RCNM    | USON    | USAP    | RCV     |
| ------------------------ | ------- | ------- | ------- | ------- | ------- | ------- | ------- | ------- | ------- | ------- | ------- | ------- | ------- | ------- | ------- | ------- |
| Soyaux Angoulême         |         | 25 – 10 | 19 – 6  | 32 – 8  | 26 – 22 | 26 – 16 | 30 – 10 | 10 – 13 | 10 – 19 | 23 – 19 | 16 – 13 | 7 – 16  | 25 – 12 | 27 – 5  | 30 – 30 | 23 – 19 |
| Stade aurillacois        | 21 – 7  |         | 20 – 24 | 24 – 14 | 25 – 23 | 41 – 10 | 23 – 30 | 36 – 24 | 30 – 14 | 24 – 20 | 31 – 26 | 16 – 22 | 15 – 6  | 33 – 23 | 38 – 18 | 19 – 14 |
| Aviron Bayonnais         | 41 – 12 | 26 – 22 |         | 27 – 23 | 24 – 30 | 52 – 26 | 23 – 22 | 51 – 15 | 21 – 26 | 44 – 36 | 18 – 15 | 20 – 5  | 53 – 0  | 9 – 27  | 12 – 30 | 34 – 14 |
| AS Béziers Hérault       | 24 – 34 | 31 – 27 | 35 – 30 |         | 24 – 20 | 27 – 10 | 22 – 19 | 26 – 10 | 38 – 8  | 44 – 31 | 28 – 18 | 12 – 12 | 19 – 34 | 36 – 22 | 21 – 8  | 29 – 27 |
| Biarritz Olympique       | 34 – 24 | 38 – 16 | 17 – 14 | 18 – 9  |         | 19 – 6  | 36 – 13 | 23 – 22 | 37 – 14 | 36 – 30 | 24 – 15 | 58 – 31 | 41 – 18 | 32 – 20 | 37 – 11 | 46 – 25 |
| U S Carcassonnaise       | 24 – 13 | 40 – 14 | 32 – 16 | 19 – 38 | 16 – 3  |         | 35 – 29 | 43 – 24 | 18 – 23 | 10 – 49 | 0 – 22  | 17 – 18 | 52 – 17 | 24 – 14 | 19 – 29 | 27 – 30 |
| US Colomiers             | 26 – 6  | 18 – 13 | 36 – 13 | 13 – 26 | 22 – 17 | 25 – 19 |         | 31 – 12 | 23 – 16 | 49 – 24 | 17 – 11 | 34 – 3  | 25 – 9  | 3 – 29  | 27 – 25 | 40 – 19 |
| US Dax Rugby             | 23 – 28 | 20 – 9  | 20 – 20 | 15 – 23 | 19 – 16 | 13 – 18 | 30 – 25 |         | 13 – 28 | 27 – 17 | 13 – 29 | 16 – 20 | 35 – 16 | 24 – 11 | 16 – 26 | 34 – 28 |
| FC Grenoble              | 25 – 20 | 46 – 23 | 28 – 23 | 33 – 23 | 39 – 28 | 30 – 5  | 58 – 23 | 28 – 14 |         | 26 – 22 | 26 – 21 | 24 – 21 | 31 – 9  | 13 – 10 | 17 – 24 | 58 – 28 |
| RC Massy                 | 23 – 14 | 26 – 16 | 14 – 19 | 19 – 27 | 31 – 24 | 13 – 9  | 18 – 11 | 21 – 19 | 37 – 14 |         | 12 – 6  | 10 – 11 | 42 – 18 | 23 – 11 | 19 – 11 | 20 – 13 |
| Stade montois            | 38 – 12 | 17 – 16 | 68 – 15 | 43 – 12 | 29 – 3  | 39 – 23 | 29 – 7  | 26 – 23 | 13 – 19 | 24 – 6  |         | 17 – 12 | 50 – 8  | 16 – 12 | 23 – 18 | 38 – 11 |
| US Montauban             | 36 – 21 | 12 – 12 | 25 – 20 | 30 – 27 | 43 – 20 | 13 – 16 | 16 – 11 | 30 – 20 | 25 – 23 | 26 – 10 | 28 – 12 |         | 34 – 10 | 36 – 20 | 20 – 22 | 73 – 0  |
| RC Narbonne Méditerranée | 29 – 25 | 17 – 31 | 26 – 21 | 21 – 68 | 24 – 56 | 23 – 19 | 23 – 23 | 13 – 41 | 29 – 29 | 29 – 15 | 41 – 23 | 13 – 18 |         | 24 – 47 | 13 – 24 | 28 – 21 |
| USO Nevers               | 34 – 19 | 31 – 8  | 17 – 28 | 12 – 19 | 26 – 12 | 22 – 12 | 16 – 12 | 30 – 13 | 17 – 16 | 32 – 3  | 33 – 15 | 16 – 18 | 16 – 6  |         | 34 – 9  | 24 – 21 |
| USA Perpinyà             | 37 – 14 | 56 – 12 | 66 – 6  | 22 – 23 | 56 – 3  | 73 – 7  | 40 – 13 | 51 – 25 | 42 – 23 | 41 – 13 | 20 – 44 | 30 – 6  | 26 – 3  | 35 – 19 |         | 16 – 12 |
| RC Vannetais             | 28 – 14 | 38 – 16 | 38 – 22 | 32 – 0  | 22 – 16 | 12 – 13 | 37 – 0  | 34 – 9  | 20 – 21 | 24 – 10 | 36 – 13 | 12 – 19 | 50 – 28 | 34 – 26 | 22 – 23 |         |

### Classificació
| Classificació general de la Pro D2 | Classificació general de la Pro D2 | Classificació general de la Pro D2 | Classificació general de la Pro D2 | Classificació general de la Pro D2 | Classificació general de la Pro D2 | Classificació general de la Pro D2 | Classificació general de la Pro D2 | Classificació general de la Pro D2 | Classificació general de la Pro D2 | Classificació general de la Pro D2 | Classificació general de la Pro D2 | Classificació general de la Pro D2 | Classificació general de la Pro D2 | Classificació general de la Pro D2 |
| Class.                             | Clubs                              | Pts                                | J                                  | G                                  | E                                  | P                                  | B0                                 | BD                                 | pf                                 | pc                                 | p±                                 | af                                 | ac                                 | a±                                 |
| ---------------------------------- | ---------------------------------- | ---------------------------------- | ---------------------------------- | ---------------------------------- | ---------------------------------- | ---------------------------------- | ---------------------------------- | ---------------------------------- | ---------------------------------- | ---------------------------------- | ---------------------------------- | ---------------------------------- | ---------------------------------- | ---------------------------------- |
| 1.                                 | USA Perpinyà                       | 97                                 | 30                                 | 20                                 | 1                                  | 9                                  | 12                                 | 3                                  | 919                                | 571                                | 348                                | 104                                | 53                                 | 52                                 |
| 2.                                 | US Montauban                       | 92                                 | 30                                 | 20                                 | 2                                  | 8                                  | 4                                  | 4                                  | 679                                | 546                                | 138                                | 70                                 | 50                                 | 21                                 |
| 3.                                 | FC Grenoble                        | 88                                 | 30                                 | 20                                 | 1                                  | 9                                  | 4                                  | 2                                  | 775                                | 667                                | 113                                | 84                                 | 66                                 | 20                                 |
| 4.                                 | Stade Montois                      | 84                                 | 30                                 | 17                                 | 0                                  | 13                                 | 12                                 | 4                                  | 753                                | 540                                | 244                                | 91                                 | 46                                 | 51                                 |
| 5.                                 | AS Béziers Hérault                 | 84                                 | 30                                 | 19                                 | 1                                  | 10                                 | 4                                  | 2                                  | 756                                | 670                                | 55                                 | 79                                 | 73                                 | 0                                  |
| 6.                                 | Biarritz Olympique                 | 80                                 | 30                                 | 17                                 | 0                                  | 13                                 | 7                                  | 5                                  | 789                                | 694                                | 118                                | 87                                 | 72                                 | 18                                 |
| 7.                                 | USO Nevers                         | 69                                 | 30                                 | 15                                 | 0                                  | 15                                 | 6                                  | 3                                  | 656                                | 580                                | 66                                 | 69                                 | 56                                 | 11                                 |
| 8.                                 | Aviron Bayonnais                   | 69                                 | 30                                 | 14                                 | 1                                  | 15                                 | 5                                  | 6                                  | 732                                | 764                                | -37                                | 77                                 | 90                                 | -14                                |
| 9.                                 | US Colomiers                       | 69                                 | 30                                 | 14                                 | 1                                  | 15                                 | 6                                  | 5                                  | 637                                | 678                                | -64                                | 63                                 | 66                                 | -6                                 |
| 10.                                | RC Vannetais                       | 62                                 | 30                                 | 12                                 | 0                                  | 18                                 | 6                                  | 8                                  | 721                                | 739                                | 7                                  | 74                                 | 83                                 | -5                                 |
| 11.                                | Stade aurillacois                  | 61                                 | 30                                 | 13                                 | 1                                  | 16                                 | 2                                  | 5                                  | 641                                | 716                                | -65                                | 61                                 | 77                                 | -14                                |
| 12.                                | RC Massy                           | 59                                 | 30                                 | 13                                 | 0                                  | 17                                 | 2                                  | 5                                  | 633                                | 682                                | -63                                | 60                                 | 74                                 | -16                                |
| 13.                                | Soyaux Angoulême                   | 59                                 | 30                                 | 13                                 | 1                                  | 16                                 | 2                                  | 3                                  | 592                                | 661                                | -69                                | 52                                 | 70                                 | -19                                |
| 14.                                | U S Carcassonnaise                 | 53                                 | 30                                 | 11                                 | 0                                  | 19                                 | 4                                  | 5                                  | 585                                | 767                                | -187                               | 62                                 | 81                                 | -21                                |
| 15.                                | US Dax Rugby                       | 46                                 | 30                                 | 9                                  | 1                                  | 20                                 | 2                                  | 6                                  | 602                                | 767                                | -190                               | 62                                 | 79                                 | -21                                |
| 16.                                | RC Narbonne Méditerranée           | 35                                 | 30                                 | 7                                  | 2                                  | 21                                 | 2                                  | 1                                  | 547                                | 975                                | -414                               | 62                                 | 121                                | -57                                |

### Fase final
| Lliguetes prèvies a semifinals | Lliguetes prèvies a semifinals | Lliguetes prèvies a semifinals |
| ------------------------------ | ------------------------------ | ------------------------------ |
| Stade Montois                  | 31 – 23                        | AS Béziers Hérault             |
| FC Grenoble                    | 33 – 36                        | Biarritz Olympique             |

| Semifinals   | Semifinals | Semifinals    |
| ------------ | ---------- | ------------- |
| USA Perpinyà | 28 – 8     | Stade Montois |
| US Montauban | 15 – 22    | FC Grenoble   |

| Final        | Final   | Final       |
| ------------ | ------- | ----------- |
| USA Perpinyà | 38 – 13 | FC Grenoble |

| Campió       |
| ------------ |
| USA Perpinyà |

## Lliguetes d'ascens
| Lliguetes   | Lliguetes | Lliguetes  |
| ----------- | --------- | ---------- |
| FC Grenoble | 47 – 22   | US Oyonnax |